# B-29 (Grønland)
 For alternative betydninger, se B-29. (Se også artikler, som begynder med B-29)
B-29 er en tidligere landslægeembedsbolig i Nuuk der i dag fungerer som den grønlandske landsstyreformands officielle embedsbolig.